# Carles Gil
Artikeln följer den spanska namnseden; faderns efternamn är Gil de Pareja och moderns efternamn Vicent.
Carles Gil de Pareja Vicent, född 22 november 1992 i Valencia, är en spansk fotbollsspelare (mittfältare) som spelar för New England Revolution.

## Karriär
Den 30 januari 2019 värvades Gil av Major League Soccer-klubben New England Revolution.